# Mouzens (Tarn)
 Mouzens  es una población y comuna francesa, ubicada en la región de Mediodía-Pirineos, departamento de Tarn, en el distrito de Castres y cantón de Cuq-Toulza.

## Demografía
| 121 | 93 | 109 | 109 | 96 | 96 |
| Para los censos de 1962 a 1999 la población legal corresponde a la población sin duplicidades (Fuente: INSEE [Consultar]) |    |     |     |    |    |